# فرودگاه بین‌المللی بانگوکا
فرودگاه بین‌المللی بانگوکا (به انگلیسی: Bangoka International Airport) یک فرودگاه همگانی با کد یاتا FKI است که یک باند فرود آسفالت دارد و طول باند آن ۳۵۰۰ متر است. این فرودگاه در کشور جمهوری دموکراتیک کنگو قرار دارد و در ارتفاع ۴۲۸ متری از سطح دریا واقع شده‌است.

## شرکت‌های هواپیمایی و مقصدهای پروازی
| شرکت‌های هواپیمایی | مقصدهای پروازی       |
| ----------------- | -------------------- |
| Congo Airways     | گوما، کیندو، ان دیلی |